# Anita Andersson (kristen sångare)
Valborg Anita Andersson, ogift Nilsson, född 28 maj 1946 i Fjällsjö församling, Jämtland, är en svensk kristen countrysångare, känd från duon Bosse & Anita tillsammans med sin make Bosse Andersson. 

## Biografi
Anita Andersson har turnerat med sin make sedan 1960-talet både i Sverige och utomlands. De har gett ut ett 25-tal skivor tillsammans och även medverkat i tv. Åren 1976 till 1983 var även parets son Jackie med på turnéerna som trummis och sångare.
Bosse och Anita medverkade i tv-succén Minns du sången som producerades av TV Inter och sändes av Sveriges Television åren omkring 2000. De deltog också i möteskampanjer med sångarevangelisterna Målle Lindberg, Nenne Lindberg och Ted Sandstedt. Förutom arbetet som sångare har Anita Andersson arbetat som busschaufför.
De gifte sig 1968 och fick sitt enda barn, sonen Jackie 1970. Sedan 1979 är makarna bosatta i småländska Vetlanda. Maken Bosse Andersson avled 2023.

## Diskografi i urval
- Anita & Bosse Andersson (Evangelii center Records) (1970-talet)
- Bosse & Anita - Country favoriter
- Bosse & Anita - Country nostalgi
- Bosse & Anita - Countrydrömmar
- Bosse & Anita - Golden Country
- Bosse & Anita - Sånger vi aldrig glömmer
- Country på svenska (1970-talet)
- Country på vårt sätt - Bosse, Anita, Jackie (omkr 1977)
- Country för alla med Bosse, Anita, Jackie (1978)
- Bosse, Anita & Jackie - Minns du
- Countryminnen med Bosse & Anita
- Bosse & Anita - Country för dig (Bonita Sound) (1990)
- Bosse & Anita - Country collection
- Bosse & Anita - Country collection 2
- Bosse & Anita - Från Countrydrömmar till pärleport (2008)